# Tour de France de 2002
O Tour de France 2002 começou na cidade do Luxemburgo, teve início no dia 6 de Julho e concluiu-se em 28 de Julho de 2002 em Paris.

## Resultados

### Classificação geral
| Pos | Nome                              | País           | Equipa       | Tempo (Vel. Média) |
| --- | --------------------------------- | -------------- | ------------ | ------------------ |
| 1   | Lance Armstrong (desclassificado) | Estados Unidos | U.S. Postal  | 82h 05' 12"        |
| 2   | Joseba Beloki                     | Espanha        | ONCE         | 7' 00"             |
| 3   | Raimondas Rumsas                  | Lituânia       | Lampre       | 8' 17"             |
| 4   | Santiago Botero                   | Colômbia       | Kelme        | 13' 54"            |
| 5   | Igor Gónzález de Galdeano         | Espanha        | ONCE         | 13' 54"            |
| 6   | José Azevedo                      | Portugal       | ONCE         | 15' 44"            |
| 7   | Francisco Mancebo                 | Espanha        | iBanesto.com | 16' 05"            |
| 8   | Levi Leipheimer                   | Estados Unidos | Rabobank     | 17' 11"            |
| 9   | Roberto Heras                     | Espanha        | U.S. Postal  | 17' 12"            |
| 10  | Carlos Sastre                     | Espanha        | CSC Tiscali  | 19' 05"            |